# Otto Bottin
Otto Gustav Reinhard Bottin (* 2. März 1884 in Rügenwalde; † 14. Dezember 1959 in Hamburg) war ein deutscher Politiker (KPD). Er war Mitglied der Hamburgischen Bürgerschaft.

## Leben
Bottin absolvierte eine Lehre zum Maurer und übersiedelte nach Hamburg. 1910 trat er der SPD bei und 1919/20 zur USPD über. 1920 wurde er Mitglied der KPD. Er war als Arbeiter am Hamburger Staatskai beschäftigt und wurde Betriebsrat. Ab 1929 war er Mitglied der KPD-Bezirksleitung Wasserkante. Bottin war Delegierter auf dem XII. Parteitag der KPD in Berlin-Wedding (9. bis 12. Juni 1929). Von 1931 bis 1933 war er für die KPD Abgeordneter der Hamburgischen Bürgerschaft.
Über seinen weiteren Lebensweg ist nichts bekannt. Bottin starb 75-jährig in Hamburg und wurde am 23. Dezember 1959 auf dem Friedhof Ohlsdorf beigesetzt.